# Ricardo Alós
Pour les articles homonymes, voir Ricardo et Alos.
Ricardo Alós Bailach, appelé plus couramment Ricardo, né le 11 octobre 1931 à Moncada dans la (province de Valence) et mort le 14 janvier 2024, est un footballeur espagnol.
Il détient le record de buts marqués en Segunda División en une seule saison, 46 buts, en 1956-1957 avec le Real Gijón.

## Biographie
Ricardo commence sa carrière dans un club de sa région, le CD Mestalla, équipe réserve du Valencia CF. Lors de la saison 1956-57, il est cédé au Sporting de Gijón qui évolue en Segunda División. Ricardo contribue fortement à les faire remonter en D1 en inscrivant en tout 46 buts pour le club, devenant le goleador de la deuxième division. Il retourne ensuite dans l'équipe première du Valence CF. 
Il fait ses débuts en Primera División le 15 septembre 1957 lors d'un match contre l'UD Las Palmas. Il finit encore une fois meilleur buteur, mais cette fois de la D1, avec 19 buts, ex æquo avec Alfredo Di Stéfano et Manuel Badenes.
Il finit ensuite sa carrière dans le club du Real Murcie en Segunda División puis à l'Ontinyent Club de Fútbol.

## Palmarès
| Distinción                                                  | Año  |
| ----------------------------------------------------------- | ---- |
| Pichichi (meilleur buteur) de la Segunda División de España | 1957 |
| Pichichi (meilleur buteur) de la Primera División de España | 1958 |